# مجلة الجمعية الأمريكية لطب الأسنان
مجلة الجمعية الأمريكية لطب الأسنان (JADA) هي جريدة علمية شهرية لاستعراض المستجدات الطبية على الأسنان تقوم بنشرها جمعية أطباء الأسنان الأمريكية . وهي متاحة مجانًا للجمهور بعد حظر لمدة عام.
 تم نشر المجلة لأول مرة في عام 1913 باعتبارها الجريدة الرسمية للجمعية الوطنية لطب الأسنان . و تم تغيير اسمها إلى مجلة الجمعية الوطنية لطب الأسنان في عام 1915 ، ومجلة الجمعية الأمريكية لطب الأسنان في عام 1922. واندمجت مع Dental Cosmos في عام 1936. والمحرر الحالي له هو الدكتور جيفري بلات من كلية طب الأسنان بجامعة إنديانا.

## كوزموس للأسنان (Dental Cosmos)[2]
هو أول سجل شهري لعلوم طب الأسنان في الولايات المتحدة. تأسست عام 1859 في فيلادلفيا . نشرت المجلة مقالات متعلقة بطب الأسنان من عام 1859 حتى عام 1936 ، عندما اندمجت مع مجلة الجمعية الأمريكية لطب الأسنان(JADA). المقالات المؤرشفة مستضافة في مكتبة جامعة ميشيغان[بحاجة لمصدر] على الإنترنت. تم نشر المجلة المدمجة باسم مجلة الجمعية الأمريكية للأسنان وموزو للأسنان ( Journal of the American Dental Association and The Dental Cosmos ) لمدة عامين ، ثم عادت إلى اسمها الحالي Journal of the American Dental Association في عام 1939.